# Pavel Burger
Pavel Burger (* 11. října 1965) je bývalý český hokejový útočník.

## Hokejová kariéra
V československé lize hrál za CHZ Litvínov. Odehrál 7 ligových sezón, nastoupil v 207 ligových utkáních, dal 34 gólů a měl 53 asistencí. V nižších soutěžích hrál během povinné vojenské služby za VTJ Michalovce, dále za VTŽ Chomutov a ve Švédsku za IK Oskarsham.

## Klubové statistiky
| Sezona    | Klub                   | Soutěž  | Základní část | Základní část | Základní část | Základní část | Základní část | Play-off | Play-off | Play-off | Play-off | Play-off |
| Sezona    | Klub                   | Soutěž  | Z             | G             | A             | B             | TM            | Z        | G        | A        | B        | TM       |
| --------- | ---------------------- | ------- | ------------- | ------------- | ------------- | ------------- | ------------- | -------- | -------- | -------- | -------- | -------- |
| 1983/1984 | CHZ Litvínov           | 1. liga | 8             | 1             | 1             | 2             | 0             |          |          |          |          |          |
| 1984/1985 | CHZ Litvínov           | 1. liga | 8             | 0             | 0             | 0             | 0             |          |          |          |          |          |
| 1985/1986 | VTJ Michalovce         | 2. liga | -             | -             | -             | -             | -             |          |          |          |          |          |
| 1986/1987 | VTJ Michalovce         | 2. liga | -             | -             | -             | -             | -             |          |          |          |          |          |
| 1987/1988 | CHZ Litvínov           | 1. liga | 26            | 4             | 10            | 14            | -             |          |          |          |          |          |
| 1987/1988 | VTŽ Chomutov           | 3. liga | -             | 1             | -             | -             | -             |          |          |          |          |          |
| 1988/1989 | CHZ Litvínov           | 1. liga | 34            | 5             | 14            | 19            | 30            | 10       | 4        | 3        | 7        |          |
| 1989/1990 | CHZ Litvínov           | 1. liga | 46            | 7             | 8             | 18            | -             |          |          |          |          |          |
| 1990/1991 | CHZ Litvínov           | 1. liga | 52            | 9             | 10            | 19            | 16            |          |          |          |          |          |
| 1991/1992 | HC Chemopetol Litvínov | 1. liga | 16            | 3             | 4             | 7             | -             | 3        | 0        | 4        | 4        |          |